# Jacob Lagerstedt
Jacob Gavelius, adlad Lagerstedt, född 1655 i Jönköping, död 1698, var en svensk köpman och industriidkare. Han betecknades av samtiden som den kände klädesfabrikören, som härstädes i slutet av 1600-talet anlade en fabrik, som bland annat försåg svenska krigsmakten med ett utmärkt kläde. Gaveliusgatan på Södermalm i Stockholm är uppkallad efter honom.

## Biografi
Jacob Gavelius var son till assessorn i Göta hovrätt Jacob Larsson Gavelius, som stod i gunst hos drottning Kristina, och dennes hustru Christina Pedersdotter, som var dotter till ett hovråd Peder Grubb och tillhörde Bureätten. Hans äldre bror Magnus adlades Lagercrantz.
Sonen Jacob Gavelius föddes i Jönköping, och fadern avled när han bara var ett år gammal. Han var handelsman i Stockholm, och blev 1687 arrendator för det vantmakeri som Maria Sofia De la Gardie hade i Tyresö socken. Årets dessförinnan hade kung Karl XI beslutat att alla uniformer i den svenska krigsmakten skulle vara tillverkade i Sverige, och Gavelius, som tidigare importerat textil för dessa uniformer, grundade därför 1691 Barnängens manufaktur för ändamålet i Barnängen i Stockholm. Han anlade också skeppsbyggerier.
Gavelius adlades år 1698 med namnet Lagerstedt. Han gifte sig år 1680 med Maria Adlersköld, vars far, kommissarien Lydert Bartels, hade adlats. De fick nio barn, varav tre söner. Av dessa nådde endast äldste sonen Johan vuxen ålder, men avled barnlös och slöt ätten på svärdssidan. En av döttrarna var gift med Hans Ekman som övertog Barnängen.